# Werner Gauer
Pour les articles homonymes, voir Gauer.
Werner Gauer, né le 13 février 1937 à Prüm, (Rhénanie-Palatinat), est un archéologue allemand.

## Biographie
Il obtient en 1963 son doctorat à l'université de Heidelberg.
En octobre 1969, il devient assistant à l'institut d'archéologie classique de l'université de Ratisbonne ; il devient professeur en titre en 1974. De 1983 jusqu'à sa retraite en 2002, il est professeur d'archéologie classique à l'université Eberhard Karl de Tübingen.
Ses travaux le conduisent à s'intéresser aux monuments de la Rome antique et, en 1977, il publie une étude sur la colonne Trajane et son décor.

## Principales publications
- (de) Untersuchungen zur Trajanssäule, Mann, 1977, 123 p.
- (de) Der Zorn des Zeus und die klassische Kunst der Griechen, Harrassowitz Verlag, 2012, 208 p. (ISBN 978-3-4470-6741-6).